# Непрощенний (фільм)
«Непрощенний» (англ. Unforgiven, 1992) — американський художній фільм вестерн режисера Клінта Іствуда. У головних ролях Клінт Іствуд, Джин Гекмен, Морган Фрімен і Річард Гарріс. Фільм присвячений пам'яті режисерів Дона Сігела та Серджо Леоне. Отримав хороші відгуки у критиків, чотири премії Оскар та два Золотих глобуси. На 1 березня 2024 року фільм займав 148-му позицію у списку 250 кращих фільмів за версією IMDb.

## Сюжет
1880 рік, група повій у містечку Біг Віскі, штат Вайомінг, на чолі з  Еліс, пропонує 1000 доларів винагороди тому, хто вб'є двох ковбоїв, які понівечили обличчя Деліли Фіцджеральд, однієї з повій. Це порушує закон, бо місцевий шериф, «Маленький Білл» Даггет, уже оголосив свій присуд —  злочинці повинні віддати сім коней власникові салуну. Але повії незадоволені цим. Чутки про нагороду поширюються усіма околицями.
Колись безжалісний вбивця і розбійник Вільям Манні, доживає свій вік на фермі з дітьми. Більш як десять років він не брав в руки зброю та втратив колишню ковбойську завзятість. Ферма приносить самі збитки й Вільям відчайдушно потребує грошей. Малий Скофілд пропонує йому вбити двох ковбоїв, що вчинили злочин, і одержати за це винагороду. Манні просить допомоги у свого старого друга Неда Логана і вони утрьох вирушають в похід.
Добравшись до містечка, Менні, Логан і Скофілд змушені протистояти Даггету, адже він не терпить зброї й стрілянини у своєму місті. Наближається трагічна розв'язка.

## В ролях
- Клінт Іствуд — Вільям Манні
- Джин Гекмен — «Маленький Білл» Даггет
- Морган Фрімен — Нед Логан
- Річард Гарріс — Англієць Боб
- Джеймс Вулвет — Малий Скофілд
- Френсіс Фішер — Еліс
- Саул Рубінек — Бошом
- Роб Кемпбелл — Дейв Бантінг
- Анна Левайн — Делайла

## Нагороди і номінації

### Оскар
| Перемога                               | Персона                                       |
| Найкращий фільм                        | Клінт Іствуд                                  |
| Найкращий режисер                      | Клінт Іствуд                                  |
| Найкращий монтаж                       | Джоель Кокс                                   |
| Найкраща чоловіча роль другого плану   | Джин Гекмен                                   |
| Номінація                              |                                               |
| Найкраща робота художника-постановника | Генрі Бамстед Джаніс Блекі-Гудайн             |
| Найкраща чоловіча роль                 | Клінт Іствуд                                  |
| Найкраща операторська робота           | Джек Грін                                     |
| Найкращий звук                         | Лес Фресхольсц Верн Пур Рік Александр Роб Янг |
| Найкращий сценарій                     | Девід Піплс                                   |

### Золотий Глобус
| Перемога                             | Персона      |
| Найкращий режисер                    | Клінт Іствуд |
| Найкраща чоловіча роль другого плану | Джин Гекмен  |
| Номінація                            |              |
| Найкращий фільм — драма              | Клінт Іствуд |
| Найкращий сценарій                   | Девід Піплс  |

### Американський інститут кіномистецтва
- 100 найкращих американських фільмів (1998) — 98 місце.

- 100 найкращих американських фільмів (2007) — 68 місце.

- 10 найкращих вестернів — 4 місце.[5][6]